# Khors Air
Pour les articles homonymes, voir KHO.
Khors Aircompany (code AITA : KO(exX9) ; code OACI : KHO) est une compagnie aérienne ukrainienne, fondée en octobre 1990 comme une compagnie privée.
Ses premiers vols avec passagers ont eu lieu en 1992. Elle opère essentiellement avec des appareils de type DC-9-51 achetés à Finnair, après avoir utilisé des Il-76, Yak–40, An-24, An-26 et des An-12 (son premier avion acheté).

## Flotte
- Airbus A320-200 : 2
- DC-9-50 : 1
- MD-82 : 4
- MD-83 : 3